# Hoplitis ochraceicornis
Hoplitis ochraceicornis là một loài Hymenoptera trong họ Megachilidae. Loài này được Ferton mô tả khoa học năm 1902.